# Циганівці
Цигані́вці — село в Україні, у Баранинській сільській громаді Ужгородського району Закарпатської області, на річці Циганка.
Село мало купіль із мінеральною водою (див. також «Джерело б/н»).

## Історія
В письмових джерелах село відоме під назвою «Ciganyoc». Воно було засноване в 1586 році на околиці Великих Лазів, в урочищі Новий Лаз, на волоському праві.
У 1599 році в поселенні обліковувалось 6 домогосподарств, у тому числі господарство шолтейса. Циганівці вважалися малим селом, в якому жили винятково залежні селяни. В XVI—XVII ст. Циганівці належали Невицькому домену Другетів. Джерела XVIII ст. вважають Циганівці руським селом.

## Політика

### Парламентські вибори, 2019
На позачергових парламентських виборах 2019 року у селі функціонувала окрема виборча дільниця № 210580, розташована у приміщенні школи.
Результати
- зареєстровано 310 виборців, явка 58,71%, найбільше голосів віддано за «Слугу народу» — 41,44%, за «Опозиційний блок» — 25,97%, за Всеукраїнське об'єднання «Батьківщина» — 6,63%.[1] В одномандатному окрузі найбільше голосів отримав Олександр Пекарь (Слуга народу) — 28,57%, за Роберта Горвата (самовисування) — 21,43%, за Андрія Андріїва (самовисування) — 20,33%[2].

## Населення
Згідно з переписом УРСР 1989 року чисельність наявного населення села становила 466 осіб, з яких 235 чоловіків та 231 жінка.
За переписом населення України 2001 року в селі мешкало 416 осіб.

### Мова
Розподіл населення за рідною мовою за даними перепису 2001 року:
| Мова       | Відсоток |
| ---------- | -------- |
| українська | 96,88 %  |
| російська  | 2,88 %   |
| угорська   | 0,24 %   |

## Релігія

### храм св. Юрія Переможця. 1999
Ініціатором спорудження першої церкви в Циганівцях був нині покійний священик Іван Криванич, а проект розробив Валерій Мелєнтьєв. Село виділило земельну ділянку, ів 1992 р. о. Іван посвятив наріжний камінь. Наступного року поклали фундамент, а ще через рік звели стіни.
У 1995 р. під керівництвом Франтішка Бартушика поклали верх і вкрили дахи бляхою. Два наступні роки тривала перерва у будівництві, а в 1998 р. споруду поштукатурили всередині, а в 1999 р. — зовні. Ошатна церква, задумана професійним архітектором, стала прикрасою села. Іконостас вирізьбили місцеві майстри Василь Лакас та Франтішек Бартушик, а намісні ікони принесли самі вірники. Велику люстру купили Магдалина Турянчик і Василь Малюк. З місцевих людей до зведення церкви, крім уже названих осіб, причетні Федір Ференцик, Степан Чіґаш, Віктор Чобаль, Ірина Нічепорук.
Кошти на будівництво збирали також по навколишніх селах. Матеріалами допомогли Ужгородський лісокомбінат, Перечинське лісництво, керівництво залізниці.

### Каплиця св. Юрія. 1901
Мешканці збудували школу і з'єднану з нею каплицю на церковній землі в центрі села. Очолював будівництво Іван Турянчик. Священикував тоді о. В. Талапкович, а куратором був Юрій Косей.
Зліва біля входу в двір стояла дерев'яна каркасна дзвіниця, а перед школою — хрест. Коли відбувалися богослужіння, каплиця служила вівтарем, а прилеглий клас перетворювали на церковне приміщення.
З приходом радянської влади дзвіницю і хрест довелося перенести на цвинтар. Спочатку в дзвіниці були два великі дзвони, але один забрали під час Першої світової війни. Тепер там три дзвони, один з яких купив Іван Шандор Дюрик. Каплиця стала підсобним приміщенням. Престол і царські двері було знищено. Образи та інші предмети люди заховали.
У 1991 р. на свято св. Юрія о. Юрій Федака провів на цвинтарі перше богослужіння для греко-католиків. Тепер каплицю повернули вірникам. Над дахом встановлено старий хрест. Принесено збережені речі.

## Туристичні місця
- храм св. Юрія Переможця. 1999
- Каплиця св. Юрія. 1901
- купіль із мінеральною водою (див. також «Джерело б/н»).
- база "Дача"